# ベイモール
ベイモール（英語: Bay Mall）は、石川県七尾市小島町に位置するショッピングセンターである。

## 概要
1992年（平成4年）に廃校となった海技大学校七尾分校の跡地を利用し、富山県の宅地開発企業であるグリーンステージが開発した。
商業ゾーンである「ベイモール」に隣接させる形で、分譲住宅地の「ベイビレッジ」、小規模公園の「ベイプラザ」を整備している。
ココスの進出により七尾市にこれまで存在しなかった全国チェーンのファミリーレストランが誕生したことになる。

## 歴史
1997年（平成9年）初頭に七尾市よりジャスコが撤退して以来、七尾市内に全国展開の大規模ショッピングセンターはパトリアのキーテナントであるユニーのみであった。
その後七尾市に隣接する中能登町には大規模ショッピングセンターのアル・プラザ鹿島の開業やグリーンステージが開発したショッピングモール「ナッピィモール」や「アスティ」がオープンし、七尾・鹿島地区の商圏争いが活発である。

## 主なテナント
- どんたくベイモール店（総合食品）
- クスリのアオキ小島店（ドラッグ）
- 出光石油セルフ七尾SS（ガソリンスタンド）
- モスバーガー七尾ベイモール店（ファーストフード）
- しまむら七尾店（総合衣料）
- ココス七尾店（ファミリーレストラン）
- ベイクショップ アンアン（ベーカリー）
- cue（生花・園芸）
- ZABOON（コインランドリー）
- ソフトバンクショップベイモール七尾（携帯電話）
- メガネフィッターサンピア（眼鏡）
- Ritz（美容）
- ペッピーキッズクラブ（英会話教室）
- 株式会社G&G能登営業所（人材派遣）
- パリス七尾店（エステサロン）
- 富国生命保険相互会社能登営業所（保険）
- のと共栄信用金庫キャッシュコーナー（ATM）
- 米ぼうやくんNEO（精米）
- 宝くじチャンスセンター（宝くじ）

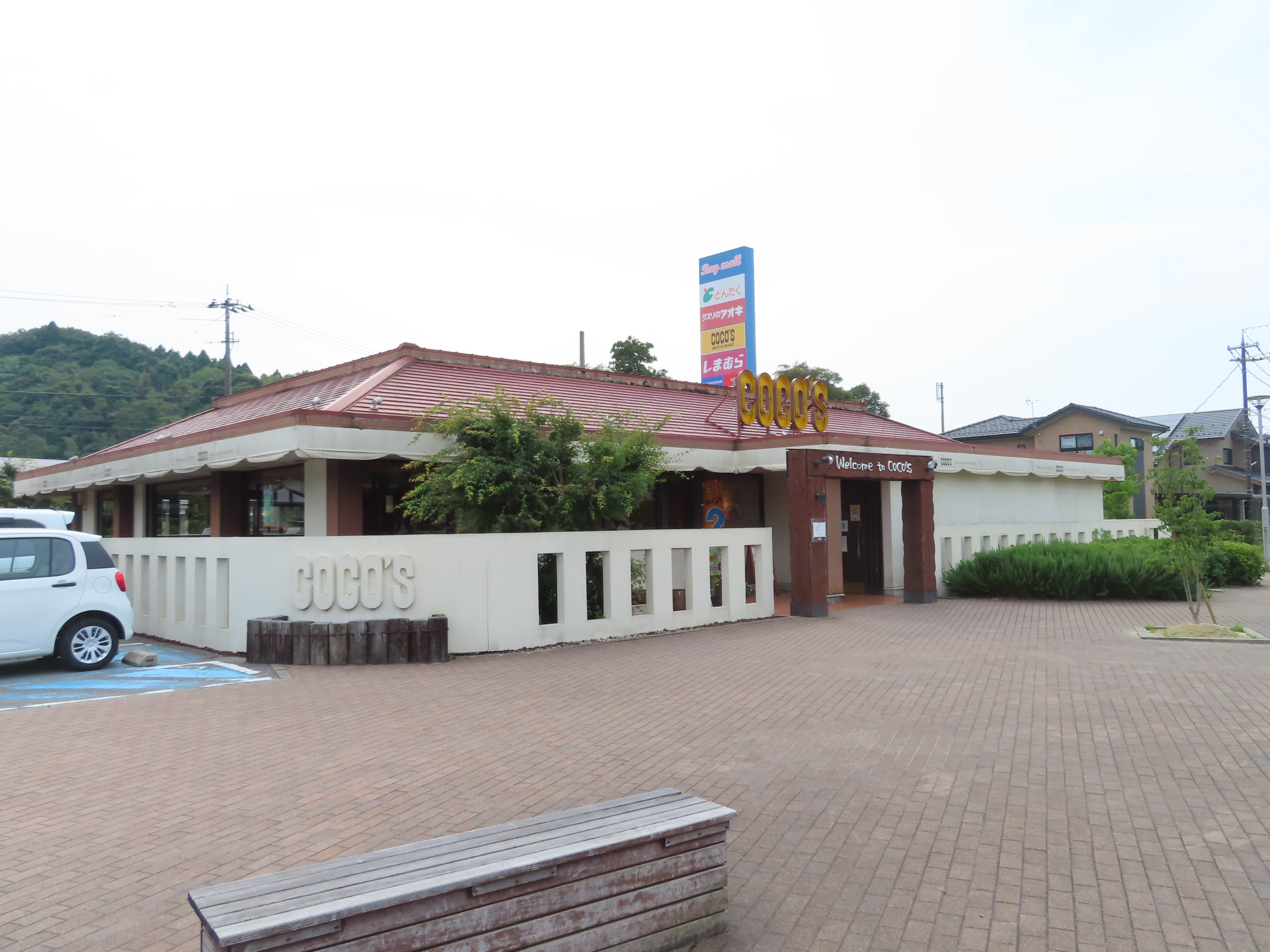
ココス七尾店
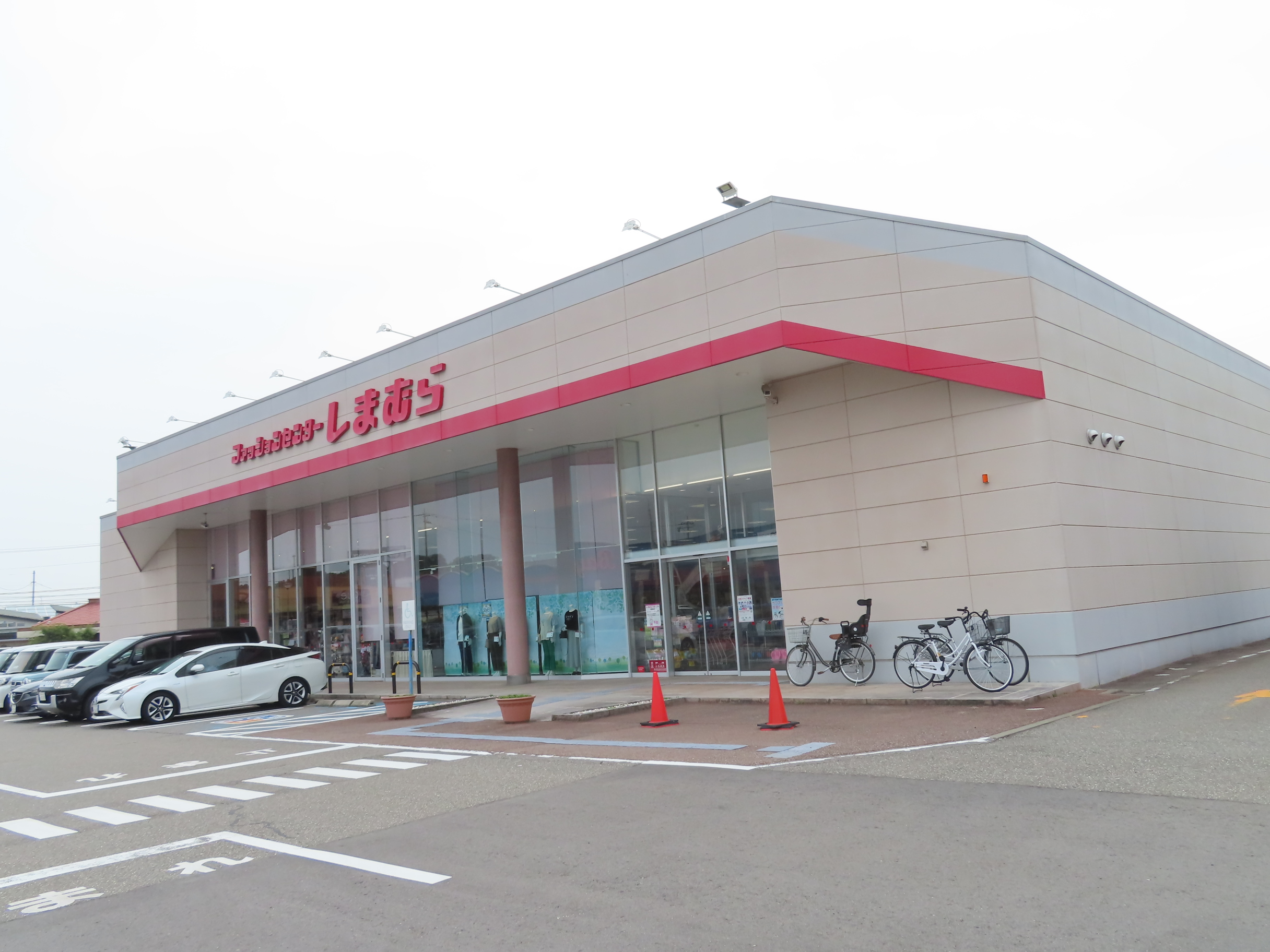
しまむら七尾店
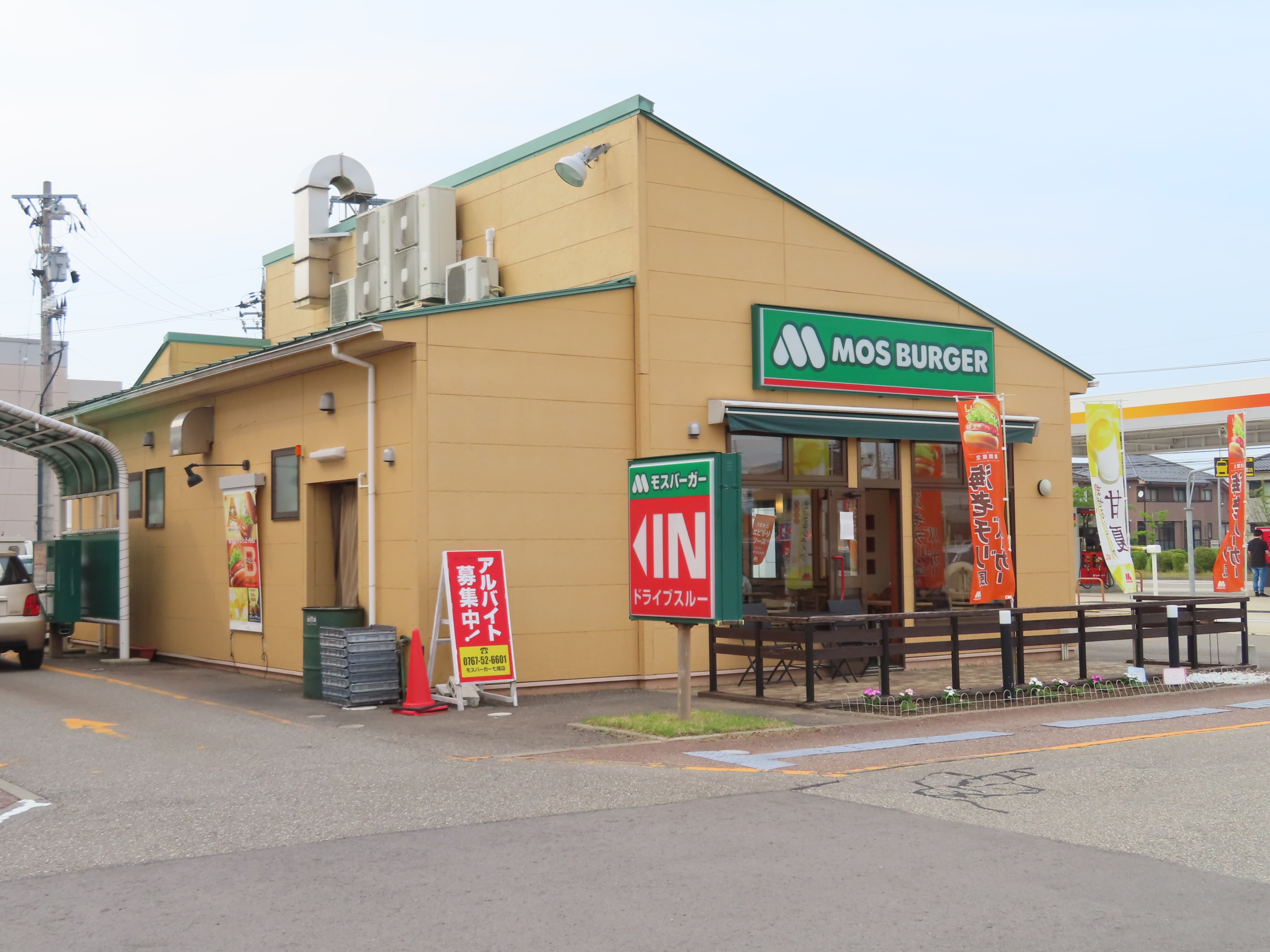
モスバーガー七尾ベイモール店
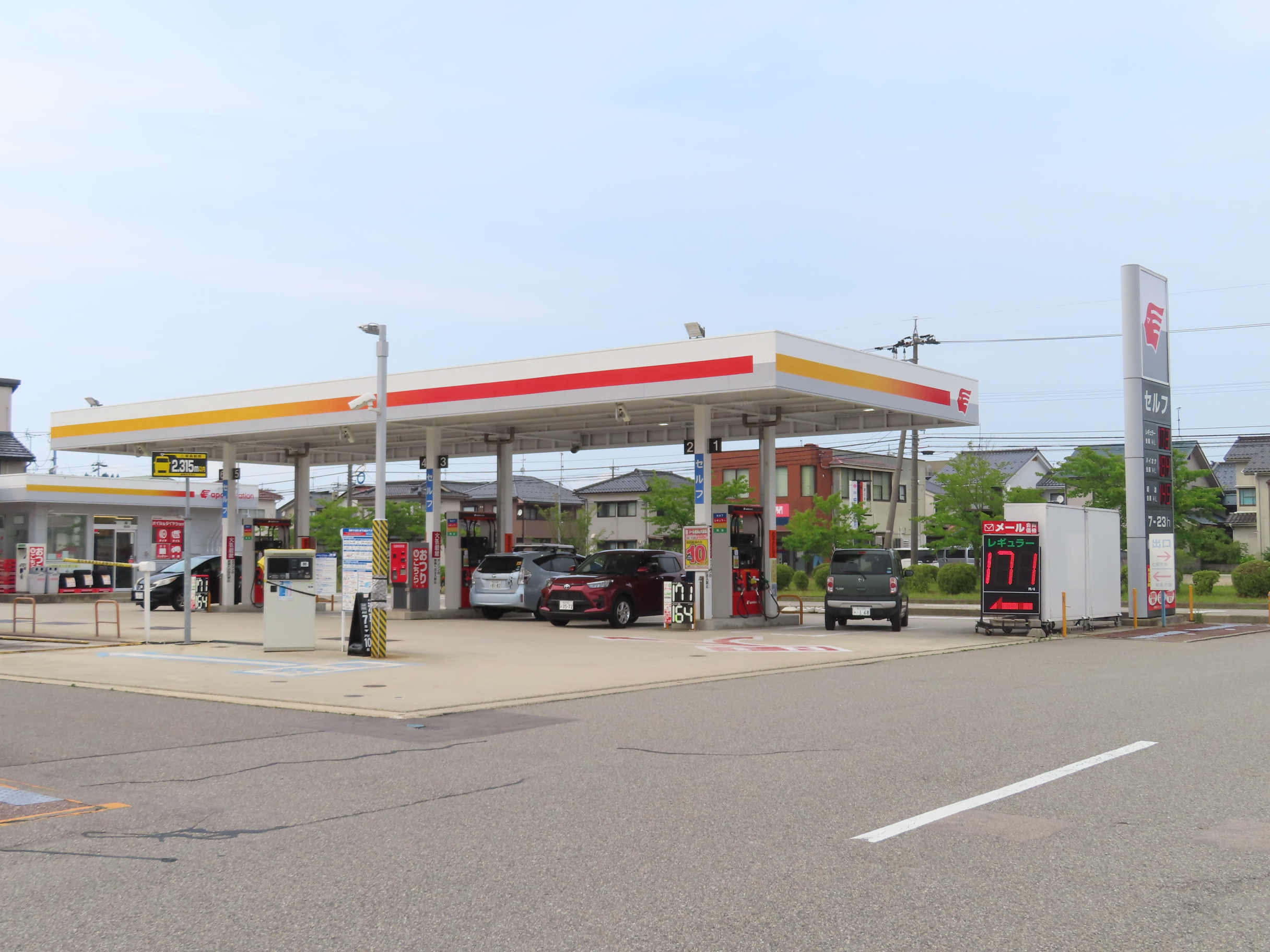
出光石油セルフ七尾SS

## 交通アクセス
鉄道
- 西日本旅客鉄道（JR西日本）「七尾駅」下車、車で10分。

バス
- 北鉄能登バス「小島町3丁目」・「つつじヶ浜」バス停下車すぐ[2]。
- 能登島交通「ベイモール前」バス停下車すぐ。

自動車
- 能越自動車道七尾城山ICより和倉・七尾港方向へ約12分。田鶴浜ICより七尾市内方向へ約15分。

## 周辺施設
- 山の寺寺院群
- 七尾西湊合同庁舎
- 石川県立七尾産業技術専門校
- 七尾看護専門学校
- 北鉄能登バス本社